# Daniela Calzetti
 (décembre 2023).
Si vous disposez d'ouvrages ou d'articles de référence ou si vous connaissez des sites web de qualité traitant du thème abordé ici, merci de compléter l'article en donnant les références utiles à sa vérifiabilité et en les liant à la section « Notes et références ».
Daniela Calzetti (née à Parme) est une astronome italo-américaine.
Elle est connue pour ses recherches sur la poussière cosmique, la formation des étoiles et la formation et l'évolution des galaxies, et en particulier pour une loi d'extinction de la poussière cosmique qui porte son nom.
Elle est professeur d'astronomie et chef du département d'astronomie à l'université du Massachusetts à Amherst, et chercheuse principale du projet Legacy ExtraGalactic Ultraviolet Survey du télescope spatial Hubble.